# Грандате
Грандате, Ґрандате (італ. Grandate) — муніципалітет в Італії, у регіоні Ломбардія, провінція Комо.
Грандате розташоване на відстані близько 520 км на північний захід від Рима, 37 км на північ від Мілана, 4 км на південь від Комо.
Населення — 2835 осіб (2014).

## Демографія
Населення за роками:

Станом на 1 січня 2023 року в муніципалітеті офіційно проживало 168 іноземців з 33 країн, серед них 26 громадян країн Євросоюзу та 16 громадян України.

## Сусідні муніципалітети
- Казнате-кон-Бернате
- Комо
- Луїзаго
- Монтано-Лучино
- Вілла-Гуардія